# حسين أديلم
حسين اديلم العنزي، لاعب كرة قدم كويتي، وطبيب أسنان.
هو يلعب مع نادي التضامن الكويتي. أخ لاعب نادي العربي الكويتي السابق محمد إديلم.